# Dauphinestraße
Die Dauphinestraße ist eine Straße in der oberösterreichischen Landeshauptstadt Linz. Sie befindet sich in den statistischen Bezirken Kleinmünchen-Auwiesen sowie Neue Heimat. Die Straße erhielt ihren Namen 1954 nach der Brautfahrt der Marie Antoinette, die auf dieser Straße 1770 zu ihrer Hochzeit mit dem Dauphin Ludwig XVI. reiste. Mit der Hochzeit wurde Maria Antoniette zur Dauphine. Zuvor trug sie ab 1929 den Namen Dauphinstraße.

## Lage und Charakteristik
Die rund 3100 Meter lange Straße zweigt im Westen von der Wiener Straße nach Westen ab und durchquert in einer langgestreckten S-Kurve den ehemaligen Ortskern von Kleinmünchen. Sie verläuft in der Folge südlich der Stadtrandsiedlung Schörgenhub vorbei und mündet im Westen in die Siemensstraße ein.

## Gebäude

### Nr. 3 Tommerlhaus
Beim 1999 abgebrannte Tommerlhaus handelt es sich um einen adaptierten Vierkanter, der 1841 von den Baumwollspinnerei-Besitzern Grillmayr gekauft und zwischen 1849 und 1850 in ein zweigeschoßiges Arbeiterwohnhaus umgebaut wurde. Im Innenhof findet sich je eine offene Korbbogen- bzw. Segmentbogenarkade. Das Gebäude beherbergte bis zuletzt Wohnungen für die Mitarbeiter der Linz Textil und war zugleich das älteste, erhaltene Arbeiterwohnhaus in Linz.

### Nr. 5 Grillmayr Schlößl

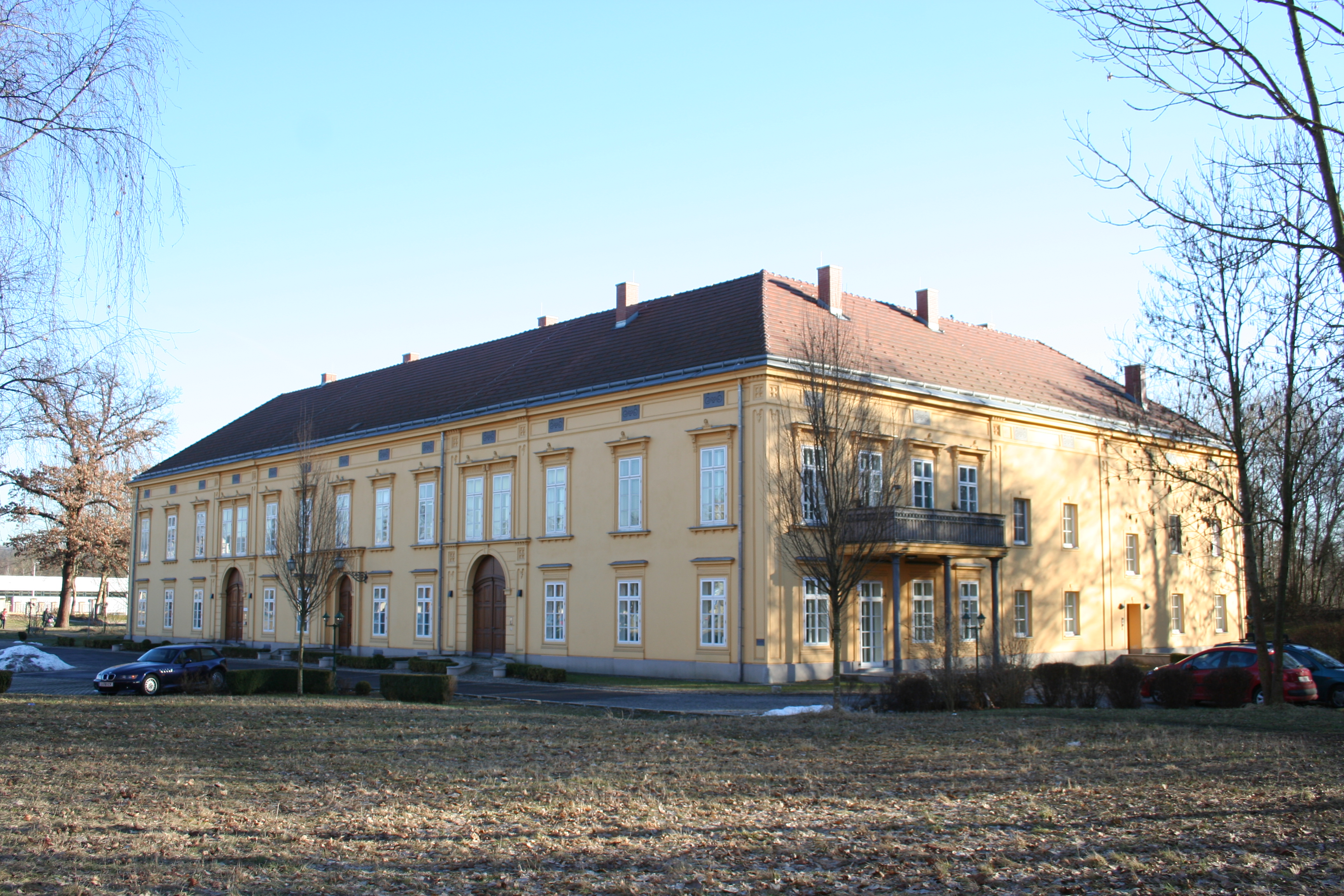
Grillmayr Schlößl

Beim Grillmayr Schlößl handelt es sich um die Villa der Baumwollspinnerei-Besitzer Grillmayr. Sie bildete zusammen mit dem benachbarten Arbeiterwohnhaus und den Fabrikhallen der Spinnerei (heute Linz Textil) ein Ensemble. Das Grillmayer Schlößl steht unter Denkmalschutz.

### Nr. 9 Palais Löwenfeld
Das Palais Löwenfeld, vormals Jaukermühle, ist eine unter Denkmalschutz stehende, ehemalige Fabrikantenvilla. Die 1823 errichtete Jaukermühle wurde zwischen 1881 und 1882 zu einem repräsentativen Wohnsitz umgebaut.

### Nr. 11 Baumwollspinnerei Dirzer
Die Baumwollspinnerei Dirzer wurde Ende der 1830er Jahre vom Linzer Industriellen Josef Dierzer auf dem Gelände der Weidlingermühle errichtet. Die Fabrikanlage stand seit 1970 leer und wurde nach Brandstiftung 1982 abgetragen.

### Nr. 13 Beamtenwohnhaus
Das Beamtenwohnhaus wurde 1845 gleichzeitig mit den Errichtung der benachbarten Baumwollspinnerei Dierzer nach Plänen von Johann Rueffs errichtet. Der trapezförmige Grundriss resultiert aus der Lage zwischen Weidlingerbach und der damals neu trassierten Straße. Der frühgründerzeitliche Verwaltungsbau weist eine schlichte Fassadengliederung mit feiner Nutung, glattem Fond, Kordon- und Sohlbankgesimse sowie Parapetfeldern auf.

### Nr. 19 Kleinmünchner Hof
Beim Kleinmünchner Hof handelt es sich um einen ehemals landwirtschaftlich genutzten Bau. Der unregelmäßige Viertrakter mit trapezförmigen Hof wurde Ende des 19. Jahrhunderts urbanisiert und im 20. Jahrhundert mehrfach umgebaut. Der letzte größere Umbau im 20. Jahrhundert erfolgte zwischen 1965 und 1966 für die Familie Reisetbauer durch Baumeister Hermann Kirchmayr. Das Gebäude steht heute im Besitz der Stadt Linz und wurde zuletzt um rund 4,3 Millionen Euro (exklusive Umsatzsteuer) adaptiert. Es wurde am 10. Oktober 2008 als Volkshaus Kleinmünchen eingeweiht. Im Volkshaus sind neben Veranstaltungsräumen auch ein Gastronomiebetrieb mit Kegelbahnen untergebracht, wobei das Gebäude bereits in den 1920er Jahren für gastronomische Zwecke genutzt wurde. Die Hauptfront an der Dauphinestraße weist eine moderne Steinverkleidung auf, die Ostseite hingegen eine historisierende Gliederung. Zum Ensemble gehört auch die Plastik „Arbeiter“ und ein 1991 errichteter Brunnen (siehe Liste der Kunstwerke im öffentlichen Raum in Linz-Kleinmünchen-Auwiesen).

### Nr. 40a Gasthaus Dauphinehof
Der zweigeschoßige Vierkanter wurde im Josephinischen Lagebuch 1788 als Knädlinger-Bäck verzeichnet und gehörte zur Grundherrschaft des Pfarrhofes Ebelsberg.

### Nr. 40b Historistisches Wohnhaus
Das historistische Wohnhaus mit Kordon- und Sohlbankgesimsen wurde 1896 errichtet.

### Nr. 54 Kaufhaus Josef Schmid
Das Kaufhaus Schmid wurde um 1900 möglicherweise unter Verwendung älterer Bausubstanz im nördlichen Grundstücksbereich errichtet. In den Jahren 1961 und 1973 folgten Umbauten. Die Fassade zur Dauphinestraße weist eine vierachsige, im Obergeschoß dreiachsige Gliederung mit Giebelfront und Pfeilern mit Granitverkleidung auf. Die Fassade an der Denkstraße besitzt einfach profilierte Fensterrahmungen und vermauerte Korbbogenportale.

### Nr. 72 Denkmal für die Kulturhauptstadt Linz 09
Das Denkmal entstand auf Initiative der Kleinmünchner Interessensgemeinschaft Kaufmannschaft und Kultur mit dem Ziel der Erinnerung an das  Kulturhauptstadtjahr Linz 09 und der Errichtung der ersten Metallskulptur in Kleinmünchen. Die Einweihung erfolgte am 7. September 2013. Die Metallskulptur wurde von Helmut Mesaric erschaffen und erhebt sich auf einer den Betonsockel überragenden Metallplatte. Die Skulptur besteht aus zwei silberfarbenen, mit roten Spitzen bekrönten Pfeilern und einem dazwischenliegenden rostfarbenen Ornamentgitter, wobei das Gitter von einer Metallstange durchstoßen wird.